# Spotkanie z...
Spotkanie z... 1986–1994 – kompilacyjny album zespołu Sztywny Pal Azji wydany w 1996 roku nakładem wytwórni Ania Box Music.
Płyta składa się z nagranych w nowych wersjach największych przebojów grupy.

## Lista utworów
źródło:.
1. „Europa i Azja” – 2:07
2. „Kateo” – 3:57
3. „Smutna środa” – 3:04
4. „Kolor czerwony” – 3:50
5. „To jest nasza kultura” – 4:24
6. „Dewiacje na wakacje” – 3:18
7. „Walczyk o Krakowie” – 4:13
8. „Kurort” – 2:15
9. „Nieprzemakalni 1” – 3:32
10. „Póki młodość w nas” – 2:43
11. „Nie zawsze ten” – 3:29
12. „Wieża radości, wieża samotności” – 5:14
13. „Strzelec i rak” – 4:04
14. „Spotkanie z...” – 3:44
15. „Nasze reggae” – 4:21

## Muzycy
źródło:.
- Jarosław Kisiński – gitara, śpiew
- Leszek Nowak – śpiew, gitara, fortepian
- Zbigniew Ciaputa – perkusja, chórki
- Zbigniew Heflich – gitara basowa, chórki

oraz
- Jerzy Styczyński – gitara
- Janusz Deda – instrumenty perkusyjne
- Ryszard Kramarczyk – akordeon